# QWERTZ

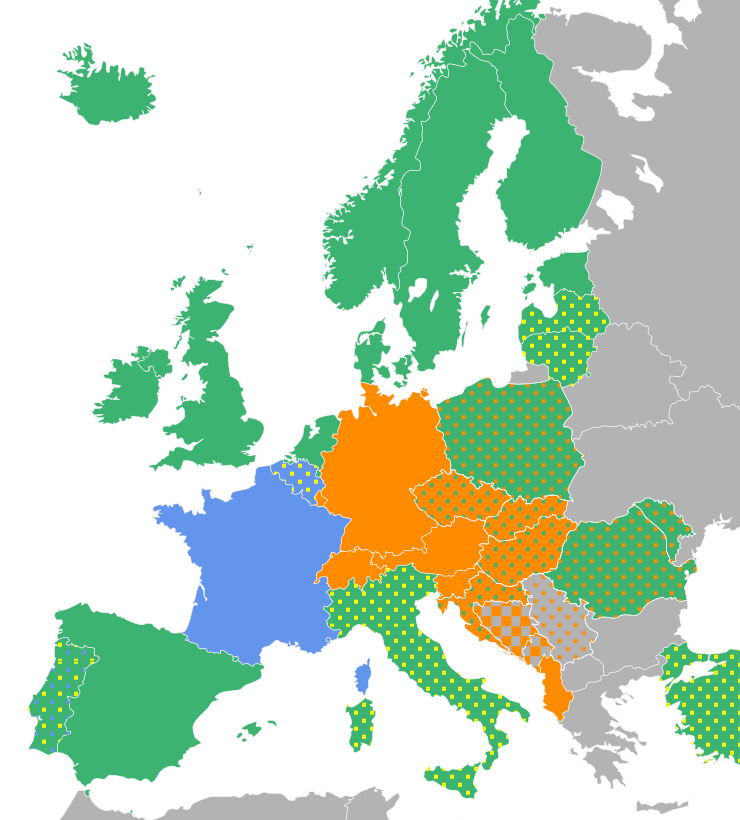
گسترهٔ استفاده از جانمایی صفحه کلید در اروپا:

صفحه کلید کورتزی مورد استفاده در آلمان و اتریش

صفحه کلید کورتزی مورد استفاده در سوئیس

صفحه کلید کورتزی مورد استفاده در صربستان، مونته‌نگرو، کرواسی و بوسنی‌هرزگوین

صفحه کلید کورتزی مورد استفاده در لهستان

کورتزی به انگلیسی QWERTZ یا QWERTZU یک جانمائی صفحه‌کلید است که به صورت گسترده در رایانه و ماشین‌تحریر در اروپای مرکزی کاربرد دارد. عنوان این جانمائی برگرفته از ۶ کلید ابتدائی ردیف اول این جانمائی است: Q, W, E, R, T, and Z.